# New York Knicks 2017-2018
La stagione 2017-2018 dei New York Knicks è stata la 72ª stagione della franchigia nella NBA.

## Draft
| Giro | Scelta | Giocatore       | Ruolo | Nazionalità | Università/Squadra |
| ---- | ------ | --------------- | ----- | ----------- | ------------------ |
| 1    | 8      | Frank Ntilikina | P     | Francia     | Strasburgo         |
| 2    | 44     | Damyean Dotson  | G     | Stati Uniti | Houston            |
| 2    | 58     | Ognjen Jaramaz  | PG    | Serbia      | Mega Belgrado      |

## Roster
| \| Pos. \| Num. \| Naz. \| Nome \| Altezza \| Peso \| Data nascita \| Provenienza \| \| ---- \| ---- \| ----------------------- \| ------------------- \| ------- \| ------ \| ------------ \| ----------------------- \| \| G \| 31 \| Stati Uniti (bandiera) \| Baker, Ron \| 193 cm \| 100 kg \| 30-03-1993 \| Wichita State \| \| G \| 1 \| RD del Congo (bandiera) \| Mudiay, Emmanuel \| 196 cm \| 91 kg \| 05-03-1996 \| Prime Prep Academy (TX) \| \| A \| 8 \| Stati Uniti (bandiera) \| Beasley, Michael \| 206 cm \| 107 kg \| 09-01-1989 \| Kansas State \| \| P \| 23 \| Stati Uniti (bandiera) \| Burke, Trey \| 185 cm \| 87 kg \| 12-11-1992 \| Michigan \| \| G \| 21 \| Stati Uniti (bandiera) \| Dotson, Damyean \| 196 cm \| 95 kg \| 06-05-1994 \| Houston \| \| G \| 3 \| Stati Uniti (bandiera) \| Hardaway, Tim \| 198 cm \| 93 kg \| 16-03-1992 \| Michigan \| \| AG \| 4 \| Stati Uniti (bandiera) \| Hicks, Isaiah (TW) \| 206 cm \| 110 kg \| 24-07-1994 \| North Carolina \| \| P \| 55 \| Stati Uniti (bandiera) \| Jack, Jarrett \| 191 cm \| 91 kg \| 28-10-1983 \| Georgia Tech \| \| C \| 00 \| Turchia (bandiera) \| Kanter, Enes \| 211 cm \| 111 kg \| 20-05-1992 \| Turchia \| \| A/C \| 2 \| Stati Uniti (bandiera) \| Kornet, Luke (TW) \| 216 cm \| 113 kg \| 15-07-1995 \| Vanderbilt \| \| G \| 5 \| Stati Uniti (bandiera) \| Lee, Courtney (C) \| 196 cm \| 91 kg \| 03-10-1985 \| Western Kentucky \| \| C \| 13 \| Francia (bandiera) \| Noah, Joakim \| 211 cm \| 104 kg \| 25-02-1985 \| Florida \| \| P \| 11 \| Francia (bandiera) \| Ntilikina, Frank \| 196 cm \| 86 kg \| 28-07-1998 \| Francia \| \| A/C \| 9 \| Stati Uniti (bandiera) \| O'Quinn, Kyle \| 208 cm \| 113 kg \| 26-03-1990 \| Norfolk State \| \| A/C \| 6 \| Lettonia (bandiera) \| Porziņģis, Kristaps \| 221 cm \| 109 kg \| 02-08-1995 \| Lituania \| \| AP \| 42 \| Stati Uniti (bandiera) \| Thomas, Lance (C) \| 203 cm \| 107 kg \| 24-04-1988 \| Duke \| | Allenatore - Jeff Hornacek Assistente/i - Kurt Rambis (associate HC) - Howard Eisley - Corey Gaines - Jerry Sichting Legenda - (C) Capitano - (FA) Free agent - (S) Sospeso - (TW) Contratto Two-way - (GL) Assegnato a squadra G League affiliata - Infortunato Roster • Transazioni · Ultima transazione: 3 aprile 2018 |                         |                     |         |        |              |                         |
| Pos. | Num. | Naz.                    | Nome                | Altezza | Peso   | Data nascita | Provenienza             |
| G | 31 | Stati Uniti (bandiera)  | Baker, Ron          | 193 cm  | 100 kg | 30-03-1993   | Wichita State           |
| G | 1 | RD del Congo (bandiera) | Mudiay, Emmanuel    | 196 cm  | 91 kg  | 05-03-1996   | Prime Prep Academy (TX) |
| A | 8 | Stati Uniti (bandiera)  | Beasley, Michael    | 206 cm  | 107 kg | 09-01-1989   | Kansas State            |
| P | 23 | Stati Uniti (bandiera)  | Burke, Trey         | 185 cm  | 87 kg  | 12-11-1992   | Michigan                |
| G | 21 | Stati Uniti (bandiera)  | Dotson, Damyean     | 196 cm  | 95 kg  | 06-05-1994   | Houston                 |
| G | 3 | Stati Uniti (bandiera)  | Hardaway, Tim       | 198 cm  | 93 kg  | 16-03-1992   | Michigan                |
| AG | 4 | Stati Uniti (bandiera)  | Hicks, Isaiah (TW)  | 206 cm  | 110 kg | 24-07-1994   | North Carolina          |
| P | 55 | Stati Uniti (bandiera)  | Jack, Jarrett       | 191 cm  | 91 kg  | 28-10-1983   | Georgia Tech            |
| C | 00 | Turchia (bandiera)      | Kanter, Enes        | 211 cm  | 111 kg | 20-05-1992   | Turchia                 |
| A/C | 2 | Stati Uniti (bandiera)  | Kornet, Luke (TW)   | 216 cm  | 113 kg | 15-07-1995   | Vanderbilt              |
| G | 5 | Stati Uniti (bandiera)  | Lee, Courtney (C)   | 196 cm  | 91 kg  | 03-10-1985   | Western Kentucky        |
| C | 13 | Francia (bandiera)      | Noah, Joakim        | 211 cm  | 104 kg | 25-02-1985   | Florida                 |
| P | 11 | Francia (bandiera)      | Ntilikina, Frank    | 196 cm  | 86 kg  | 28-07-1998   | Francia                 |
| A/C | 9 | Stati Uniti (bandiera)  | O'Quinn, Kyle       | 208 cm  | 113 kg | 26-03-1990   | Norfolk State           |
| A/C | 6 | Lettonia (bandiera)     | Porziņģis, Kristaps | 221 cm  | 109 kg | 02-08-1995   | Lituania                |
| AP | 42 | Stati Uniti (bandiera)  | Thomas, Lance (C)   | 203 cm  | 107 kg | 24-04-1988   | Duke                    |

## Classifiche

### Atlantic Division
| Atlantic Division      | Atlantic Division | Atlantic Division | Atlantic Division | Atlantic Division | Atlantic Division | Atlantic Division | Atlantic Division | Atlantic Division |
| Squadra                | V                 | S                 | V%                | PR                | Casa              | Trasf             | Div               | PG                |
| ---------------------- | ----------------- | ----------------- | ----------------- | ----------------- | ----------------- | ----------------- | ----------------- | ----------------- |
| c – Toronto Raptors    | 59                | 23                | .720              | 0,0               | 34–7              | 25–16             | 12–4              | 82                |
| x – Boston Celtics     | 55                | 27                | .671              | 4,0               | 27–14             | 28–13             | 12–4              | 82                |
| x – Philadelphia 76ers | 52                | 30                | .634              | 7,0               | 30–11             | 22–19             | 9–7               | 82                |
| N.Y. Knicks            | 29                | 53                | .354              | 30,0              | 19–22             | 10–31             | 6–10              | 82                |
| Brooklyn Nets          | 28                | 54                | .341              | 31,0              | 15–26             | 13–28             | 1–15              | 82                |

### Eastern Conference
| Eastern Conference | Eastern Conference        | Eastern Conference | Eastern Conference | Eastern Conference | Eastern Conference | Eastern Conference |
| #                  | Squadra                   | V                  | S                  | V%                 | PR                 | PG                 |
| ------------------ | ------------------------- | ------------------ | ------------------ | ------------------ | ------------------ | ------------------ |
| 1                  | c – Toronto Raptors *     | 59                 | 23                 | .720               | –                  | 82                 |
| 2                  | x – Boston Celtics        | 55                 | 27                 | .671               | 4,0                | 82                 |
| 3                  | x – Philadelphia 76ers    | 52                 | 30                 | .634               | 7,0                | 82                 |
| 4                  | y – Cleveland Cavaliers * | 50                 | 32                 | .610               | 9,0                | 82                 |
| 5                  | x – Indiana Pacers        | 48                 | 34                 | .585               | 11,0               | 82                 |
| 6                  | y – Miami Heat *          | 44                 | 38                 | .537               | 15,0               | 82                 |
| 7                  | x – Milwaukee Bucks       | 44                 | 38                 | .537               | 15,0               | 82                 |
| 8                  | x – Wash. Wizards         | 43                 | 39                 | .524               | 16,0               | 82                 |
|                    |                           |                    |                    |                    |                    |                    |
| 9                  | Detroit Pistons           | 39                 | 43                 | .476               | 20,0               | 82                 |
| 10                 | Charlotte Hornets         | 36                 | 46                 | .439               | 23,0               | 82                 |
| 11                 | N.Y. Knicks               | 29                 | 53                 | .354               | 30,0               | 82                 |
| 12                 | Brooklyn Nets             | 28                 | 54                 | .341               | 31,0               | 82                 |
| 13                 | Chicago Bulls             | 27                 | 55                 | .329               | 32,0               | 82                 |
| 14                 | Orlando Magic             | 25                 | 57                 | .305               | 34,0               | 82                 |
| 15                 | Atlanta Hawks             | 24                 | 58                 | .293               | 35,0               | 82                 |

## Mercato

### Free Agency

#### Prolungamenti contrattuali
| Giocatore | Contratto                       |
| --------- | ------------------------------- |
| Ron Baker | 2 anni – 8,9 milioni di dollari |

#### Acquisti
| Giocatore           | Contratto                        | Provenienza         |
| ------------------- | -------------------------------- | ------------------- |
| Luke Kornet         | Contratto Two-way                | Vand. Commodores    |
| Tim Hardaway Jr.    | 4 anni – 71 milioni di dollari   | Atlanta Hawks       |
| Michael Beasley     | 1 anno – 2,12 milioni di dollari | Milwaukee Bucks     |
| Ramon Sessions      | 1 anno – 2,3 milioni di dollari  | Charlotte Hornets   |
| Jamel Artis         | 1 anno – 815.000 dollari         | Pittsburgh Panthers |
| Nigel Hayes         | 1 anno – 815.000 dollari         | Wisconsin Badgers   |
| Xavier Rathan-Mayes | 1 anno – 815.000 dollari         | Fl. State Seminoles |
| Jarrett Jack        | 1 anno – 2,3 milioni di dollari  | N.O. Pelicans       |
| Isaiah Hicks        | Contratto Two-way                | N. Carol. Tar Heels |

#### Cessioni
| Giocatore            | Motivo     | Nuova squadra  |
| -------------------- | ---------- | -------------- |
| Maurice Ndour        | Rilasciato | UNICS Kazan'   |
| Mindaugas Kuzminskas | Rilasciato | Olimpia Milano |

### Scambi
| 14 luglio 2017    | N.Y. KnicksScott Perry (nuovo general manager)                                 | Sacramento KingsScelta 2º giro Draft 2019 Cash considerations    |
| 25 settembre 2017 | N.Y. KnicksEnes Kanter Doug McDermott                                          | Oklahoma ThunderCarmelo Anthony                                  |
| 7 febbraio 2018   | N.Y. KnicksJohnny O'Bryant Scelta 2º giro Draft 2020 Scelta 2º giro Draft 2021 | Charlotte HornetsWilly Hernangómez                               |
| 8 febbraio 2018   | N.Y. KnicksEmmanuel Mudiay                                                     | Denver NuggetsDevin Harris Scelta 2º giro Draft 2018 N.Y. Knicks |
| 8 febbraio 2018   | Dallas MavericksDoug McDermott Scelta 2º giro Draft 2018 Denver Nuggets        |                                                                  |

## Premi individuali
| Assegnato a        | Premio                                       | Data premio     | Ref.   |
| ------------------ | -------------------------------------------- | --------------- | ------ |
| Kristaps Porziņģis | Giocatore della settimana Eastern Conference | 6 novembre 2017 | [ 12 ] |